# 무근성
무근성(陳城洞)은 오늘날 제주특별자치도 제주시 삼도2동에 존재했던 성터로, 탐라의 초기 수도가 위치해 있었던 도성이다. 『신증동국여지승람』에 따르면 성은 석축으로 둘레는 4,394척이며 높이는 11척이다.  탐라시대에 고씨, 문씨, 강씨 세 가문의 부호들이 살던 곳으로 무근성의 동쪽은 대부호 강만호 집, 서쪽은 고만호 집의 주위 부근을 아우른다.
이후 고려시대에 제주성이 건설되어 제주성이 새로운 읍성 역할을 하였으며, 기존의 성은 새로 축조한 성 이전의 것이라고 하여 묵은성이라고 불렀고 『증보탐라지』에는 "고주성(古州城) 서북에 옛 성터가 있으니 동명을 진성동(陳城洞)이라 칭한다"고 하였다.
현재 성터는 남아있지 않고 대신 무근성터에 "탐라시대 고성터"라는 표지판이 세워져 있다.

## 참고 문헌
- “네이버 지식백과 향토문화전자대전 무근성”.